# Em Português
Em Português is een studioalbum van de van oorsprong Libanese oedspeler Rabih Abou-Khalil.
Rabih Abou-Khalil wandelt met zijn albums door de complete muziekgeschiedenis heen. Wordt op het ene album jazz gespeeld, dan is een volgend album de stijl 180 graden gedraaid en volgt wellicht solomuziek voor de oed. In 2008 kwam Rabih Abou-Khalil met een muziekalbum dat is volgespeeld met fadomuziek. Het verzoek tot dit ook voor Abou-Khalil vreemde genre kwam van het Nationaal Theater van Porto; Abou-Khalil sprak toen geen woord Portugees. Hij is echter inmiddels wel zo bekend, dat musici staan te trappelen om mee te spelen. Het album is opgenomen in de geluidsstudio in Zerkall van 3 tot en met 9 september 2007.

## Musici
- Ricardo Ribeiro – zang
- Rabih Abou-Khalil – oed
- Luciano Biondini – accordeon
- Michael Godard – basgitaar, serpent en tuba
- Jarrod Cagwin – slagwerk

## Composities
Alle muziek van Abou-Khalil
1. Como um rio (6:03) (tekst van Mário Raínho)
2. No mar das tras pernas (2:16) (Tiago Torres da Silva)
3. A Lua num Quarto (4:33) (Raínho, José Luis Gordo)
4. Amarrado a Saudade (3:35) (Tiago Torres da Silva)
5. Assim já Nao de como esta (4:12) (Rui Manuel)
6. Se o meu Amor me Pedisse (3:02) (Tiago Torres da Silva)
7. Quando te Vejo Sorrir (6:54) (Manuel)
8. Casa da Marinquinhas (5:59) (Silva Tavares)
9. Beijos Areus (8:29) (Tiago Torres da Silva)
10. A Gaivota que tu és (3:48) (Manuel)
11. Jogo da vida (6:18) (Raínho)
12. Adolescencia perdida (3:38) (António Rocha)